# Ring tail
Als Ring tail oder Schwanznekrose bezeichnet man eine bei Ratten auftretende Erkrankung des Schwanzes, die durch ringförmige Einschnürungen und Absterben (Nekrose) der betroffenen Abschnitte gekennzeichnet ist. Sie tritt vor allem bei Tieren in der zweiten Lebenswoche auf. Ursache der Störung sind eine zu niedrige Luftfeuchtigkeit (< 25 %) und / oder zu hohe Umgebungstemperaturen (> 25 °C). Auch ein Mangel an essentiellen Fettsäuren wird als Ursache diskutiert. 
Klinisch äußert sich die Erkrankung in einer Wasseransammlung (Ödem) und Entzündung mit charakteristischer Bildung eines oder mehrerer Ringe. Die Behandlung erfolgt durch Amputation abgestorbener Schwanzteile, sofern diese nicht von selbst abgestoßen werden. Eine Korrektur der Haltungsbedingungen ist begleitend durchzuführen.